# Dear Mr. Fantasy
Dear Mr. Fantasy è un brano rock dei Traffic tratto dal loro album Mr. Fantasy del 1967. Una versione live della canzone (della durata di 10m:57s) è contenuta nell'album del 1971, Welcome to the Canteen. Il testo è stato scritto da Jim Capaldi, mentre la musica da Steve Winwood e Chris Wood.

## Cover
La canzone è stata riproposta dai The Grateful Dead, Jimi Hendrix, Big Sugar e da Crosby, Stills, Nash and Young.  Crosby, Stills e Nash aggiunsero due nuove strofe al testo:
Each time you choose to sing the rock & roll blues,
you take everybody's loneliness with you.
What do you lose each time you face down a room?
All of us see our changes through you.
So sing of the ocean of tears you have sailed,
Strangers and lovers that took you.
All of us sang, and all of us failed.
In one way we don't ever hear you.
La canzone rientra nel repertorio del tour di Steve Winwood ed Eric Clapton del 2009. Una versione registrata dal vivo la si trova nell'album Live from Madison Square Garden.
Inoltre il brano verrà eseguito in molteplici occasioni negli anni '90 dai Grateful Dead, cantata dal tastierista Brent Mydland. Anche Phil Lesh and Friends, Gov't Mule e Widespread Panic ne fecero una loro versione.  La canzone appare inoltre in The Live Adventures of Mike Bloomfield and Al Kooper nel 1969, dove la progressione degli accordi si tramuta in Hey Jude, espediente questo che si ritrova di frequente anche nella versione eseguita dai Grateful Dead e altri gruppi.
Un'altra cover è quella del gruppo statunitense rock dei Tesla registrata nell'album Real to Reel (2007).
Anche il gruppo messicano de Los Lobos si è cimentato nell'esecuzione di questa canzone dal vivo.
Il brano viene eseguito nel finale in Adventures in Babysitting, una puntata di Supernatural.
Il brano compare in Avengers: Endgame (2019).

## Formazione
- Jim Capaldi – batteria, seconda voce
- Dave Mason – basso, armonica, seconda voce
- Steve Winwood – chitarra, voce solista
- Chris Wood – organo, seconda voce
- Jimmy Miller – maracas